# 웨일스 공 프레더릭
프레더릭 루이스(Frederick Louis, 1707년 1월 31일 ~ 1751년 3월 31일)은 영국 왕 조지 2세의 장남이자 조지 3세의 아버지이다. 왕세자 자리에 있다가 왕의 자리에 오르지 못하고 부왕보다 먼저 세상을 떠났다. 젊었을 때는 낭비벽이 심하고 방탕한 삶을 보냈으나, 1736년 작센고타 공녀 아우구스타와 혼인하고 가정적인 사람이 되었다. 조지 4세와 윌리엄 4세의 할아버지이자 빅토리아 여왕의 증조부이다.

## 가족 관계
- 작센고타 공녀 아우구스타
  - 오거스타 샬럿(1737~1813) 브라운슈바이크볼펜뷔텔 공작부인
  - 조지 3세(1738~1820) 영국 국왕
  - 에드워드 오거스터스(1739~1767) 요크와 올버니 공작
  - 엘리자베스 캐롤라인(1740~1759)
  - 윌리엄 헨리(1743~1805) 글로스터와 에든버러 공작
  - 헨리 프레더릭(1745~1790) 컴벌랜드와 스트래선 공작
  - 루이사 앤(1749~1768)
  - 프레더릭 윌리엄(1750~1765)
  - 캐롤라인 마틸다(1751~1775) 덴마크 왕비(크리스티안 7세와 결혼)
- 정부 앤 베인
  - 피츠프레더릭
- 정부 마가렛 드 마삭
  - 찰스 마삭